# کازوهیرو ناکامورا
کازوهیرو ناکامورا (انگلیسی: Kazuhiro Nakamura؛ زادهٔ ۱۶ ژوئیهٔ ۱۹۷۹) ورزشکار هنرهای رزمی ترکیبی و جودوکار اهل ژاپن است.